# Rio Kheta
O rio Kheta(em russo:  Хета) é um rio do Krai de Krasnoyarsk na Rússia, e que é um dos dois rios cuja confluência se torna o rio Khatanga. Tem 604 km de comprimento, e drena uma bacia de 100.000 km² de área.